# Campionati del mondo di atletica leggera indoor 1995 - 200 metri piani femminili
I 200 metri piani si sono tenuti il 10 e l'11 marzo 1995 presso lo stadio Palau Sant Jordi di Barcellona.

## Risultati

### Batterie
Qualificazione: le prime due di ogni batteria (Q) e i 4 seguenti migliori tempi (q) vanno alle Semifinali.

#### Batteria 1
| Posizione | Corsia | Nome              | Nazionalità | Tempo | Note  |
| --------- | ------ | ----------------- | ----------- | ----- | ----- |
| 1         | -      | Melinda Gainsford | Australia   | 22"64 | Q     |
| 2         | -      | Natalya Voronova  | Russia      | 23"27 | Q     |
| 3         | -      | Maya Azarashvili  | Georgia     | 23"51 | q     |
| 4         | -      | Fabienne Ficher   | Francia     | 23"87 |       |
| 5         | -      | Wendy Vereen      | Stati Uniti | dq    | 141.3 |

#### Batteria 2
| Posizione | Corsia | Nome               | Nazionalità         | Tempo | Note |
| --------- | ------ | ------------------ | ------------------- | ----- | ---- |
| 1         | -      | Silke Lichtenhagen | Germania            | 23"27 | Q    |
| 2         | -      | Pauline Davis      | Bahamas             | 23"29 | Q    |
| 3         | -      | Hana Benešová      | Rep. Ceca           | 23"87 |      |
| 4         | -      | Aksel Gürcan       | Turchia             | 24"36 |      |
| 5         | -      | Fabé Dia           | Francia             | dnf   |      |
| 6         | -      | Bernice Morton     | Saint Kitts e Nevis | dns   |      |

#### Batteria 3
| Posizione | Corsia | Nome                 | Nazionalità | Tempo | Note |
| --------- | ------ | -------------------- | ----------- | ----- | ---- |
| 1         | -      | Zlatka Georgieva     | Bulgaria    | 23"27 | Q    |
| 2         | -      | Juliet Cuthbert      | Giamaica    | 23"50 | Q    |
| 3         | -      | Jacqueline Poelman   | Paesi Bassi | 23"58 | q    |
| 4         | -      | Donatella Dal Bianco | Italia      | 24"73 |      |
| 5         | -      | Marcela Tiscornia    | Uruguay     | 25"07 |      |
| 6         | -      | Sanna Hernesniemi    | Finlandia   | dnf   |      |

#### Batteria 4
| Posizione | Corsia | Nome                 | Nazionalità | Tempo | Note |
| --------- | ------ | -------------------- | ----------- | ----- | ---- |
| 1         | -      | Carlette Guidry      | Stati Uniti | 23"38 | Q    |
| 2         | -      | Svetlana Goncharenko | Russia      | 23"41 | Q    |
| 3         | -      | Viktoriya Fomenko    | Ucraina     | 23"52 | q    |
| 4         | -      | Ekateríni Kóffa      | Grecia      | 23"59 | q    |
| 5         | -      | Sharon Williams      | Regno Unito | 24"28 |      |
| 6         | -      | Fabé Dia             | Francia     | 24"65 | AC   |

### Semifinali
Qualificazione: le prime tre di ogni semifinale (Q) vanno in Finale.

#### Semifinale 1
| Posizione | Corsia | Nome              | Nazionalità | Tempo | Note |
| --------- | ------ | ----------------- | ----------- | ----- | ---- |
| 1         | -      | Melinda Gainsford | Australia   | 22"88 | Q    |
| 2         | -      | Natalya Voronova  | Russia      | 22"91 | Q    |
| 3         | -      | Juliet Cuthbert   | Giamaica    | 22"95 | Q    |
| 4         | -      | Ekateríni Kóffa   | Grecia      | 23"82 |      |
| 5         | -      | Maya Azarashvili  | Georgia     | 23"88 |      |
| 6         | -      | Carlette Guidry   | Stati Uniti | dns   |      |

#### Semifinale 2
| Posizione | Corsia | Nome                 | Nazionalità | Tempo | Note                          |
| --------- | ------ | -------------------- | ----------- | ----- | ----------------------------- |
| 1         | -      | Pauline Davis        | Bahamas     | 22"94 | Q                             |
| 2         | -      | Zlatka Georgieva     | Bulgaria    | 23"03 | Q                             |
| 3         | -      | Silke Lichtenhagen   | Germania    | 23"11 | Q                             |
| 4         | -      | Svetlana Goncharenko | Russia      | 23"16 |                               |
| 5         | -      | Viktoriya Fomenko    | Ucraina     | 23"47 | Miglior prestazione personale |
| 6         | -      | Jacqueline Poelman   | Paesi Bassi | 24"07 |                               |

### Finale
| Record mondiale       | Merlene Ottey   | 21"87 | Liévin  | 13 febbraio 1993 |
| Record dei Campionati | Irina Privalova | 22"15 | Toronto | 14 marzo 1993    |
| Capolista stagionale  | Irina Privalova | 22"10 | Liévin  | 19 febbraio 1995 |

Sabato 11 marzo 1995, ore 19:55.
| Pos.    | Corsia | Atleta             | Età | Nazione   | Tempo | Note             |
| ------- | ------ | ------------------ | --- | --------- | ----- | ---------------- |
| Oro     | -      | Melinda Gainsford  | 23  | Australia | 22"64 | Record oceaniano |
| Argento | -      | Pauline Davis      | 28  | Bahamas   | 22"68 | Record nazionale |
| Bronzo  | -      | Natalya Voronova   | 29  | Russia    | 23"01 |                  |
| 4       | -      | Silke Lichtenhagen | 21  | Germania  | 23"23 |                  |
| 5       | -      | Zlatka Georgieva   | 25  | Bulgaria  | 23"36 |                  |
| 6       | -      | Juliet Cuthbert    | 30  | Giamaica  | 23"43 |                  |